# Тейджин (володар Пархе)
Тейджин (кор. 대이진, 大彝震, Dae Ijin, Tae Ijin; пом. 857) — корейський правитель, одинадцятий володар (тійо) держави Пархе.
Був онуком і спадкоємцем тійо Сона. Зійшов на трон після смерті діда 830 року.
Доклав зусиль до зміцнення централізованої влади. Також Тейджин організував регулярне військо.
Помер 857 року, після чого на престол зійшов його молодший брат Тегонхван.